# Sylvester Pennoyer

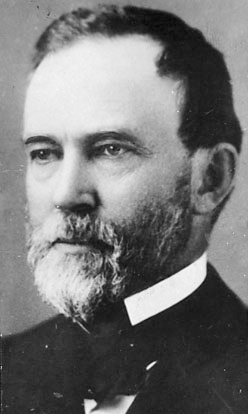
Sylvester Pennoyer

Sylvester Pennoyer (* 6. Juli 1831 in Groton, Tompkins County, New York; † 30. Mai 1902 in Portland, Oregon) war ein US-amerikanischer Politiker und von 1887 bis 1895 der achte Gouverneur des Bundesstaates Oregon.

## Frühe Jahre und politischer Aufstieg
Nach dem Besuch der Homer Academy studierte Sylvester Pennoyer an der Harvard University Jura. Dort machte er im Jahr 1854 seinen Abschluss. Ein Jahr später zog er nach Oregon, wo er als Lehrer tätig wurde. Schon bald wurde er Schulrat (Superintendent) im Multnomah County. Daneben hatte er aber noch andere geschäftliche Interessen. So war er im Holzgeschäft sowie Redakteur und später Besitzer der Zeitung „Oregon Herold“, die der Demokratischen Partei nahestand.
Pennoyer war Mitglied der Demokratischen Partei. Während des Bürgerkrieges sympathisierte er mit dem Süden. Das schadete ihm noch im Jahr 1885, als er erfolglos für das Amt des Bürgermeisters von Portland kandidierte. Zwei Jahre später wurde er trotzdem zum neuen Gouverneur seines Landes gewählt.

## Gouverneur von Oregon
Pennoyer trat sein Amt am 12. Januar 1887 an und konnte nach einer Wiederwahl im Jahr 1890 bis zum 14. Januar 1895 im Amt bleiben. Diese Jahre waren von schweren sozialen Gegensätzen nicht nur in Oregon, sondern in den gesamten Vereinigten Staaten bestimmt. Die Schere zwischen den Armen und Reichen ging immer weiter auseinander. In dieser Zeit entstand auch die Populist Party, die die Interessen der kleinen Leute und Farmer vertrat. Der Gouverneur trat dieser neuen Partei bei und wurde mit deren Hilfe im Jahr 1890 wiedergewählt. Später fusionierte die Partei mit den Demokraten. In Pennoyers Amtszeit wurde das Amt des Justizministers von Oregon (Attorney General) geschaffen. Er legte sich innenpolitisch mit dem Oregon Supreme Court an, indem er dessen Recht bestritt, in der Legislative verabschiedete Gesetze als nicht verfassungsgemäß abzulehnen. Auch mit den US-Präsidenten stand er im Konflikt. Als der republikanische Präsident Benjamin Harrison im Jahr 1891 Oregon besuchte, wurde er von Pennoyer offensichtlich geschnitten. Mit Präsident Grover Cleveland führte er sogar eine Art Privatkrieg. Die Bundesregierung hatte ihn gebeten, die chinesischen Arbeiter in Oregon zu beschützen, was der Gouverneur ablehnte.
Nach dem Ausbruch einer Wirtschaftskrise im Jahr 1893 wurde die Unzufriedenheit im Land bei einer steigenden Arbeitslosenquote noch größer und Gouverneur Pennoyer unterstützte eine Protestkundgebung, die sich unter dem Namen „Coxey’s Army“ auf den Weg nach Washington machte, um ihren Protest zu artikulieren. Als die Demonstranten in Oregon einen Zug besetzten, der sie nach Washington zur Demonstration bringen sollte, befahl Präsident Cleveland dem Gouverneur, er solle einschreiten. Dieser ignorierte den Befehl aus Washington. Daraufhin löste der Präsident das Problem mit Hilfe der US-Armee zu seinen Gunsten. Ein anderer Streitpunkt war die Festlegung des Termins des amerikanischen Thanksgivingfestes. Präsident Cleveland hatte den Termin bundesweit festgelegt. Gouverneur Pennoyer beschloss aus Protest, den Feiertag in Oregon eine Woche vorher zu begehen.

## Weiterer Lebensweg
Nach Ablauf seiner zweiten Amtszeit wurde Pennoyer dann doch noch zum Bürgermeister von Portland gewählt. Dieses Amt übte er zwischen 1896 und 1898 aus. Im Jahr 1896 unterstützte Pennoyer den Präsidentschaftswahlkampf von William Jennings Bryan. Nach seiner Zeit als Bürgermeister von Portland zog er sich aus der Politik zurück. Sylvester Pennoyer starb im Mai 1902. Er war mit Mary A. Allen verheiratet, mit der er fünf Kinder hatte.